# Marie Prevost
Marie Prevost (8 de noviembre de 1896-21 de enero de 1937) fue una actriz cinematográfica nacida en Canadá. A lo largo de sus veinte años de carrera actuó en un total de 121 producciones, tanto mudas como sonoras.

## Primeros años

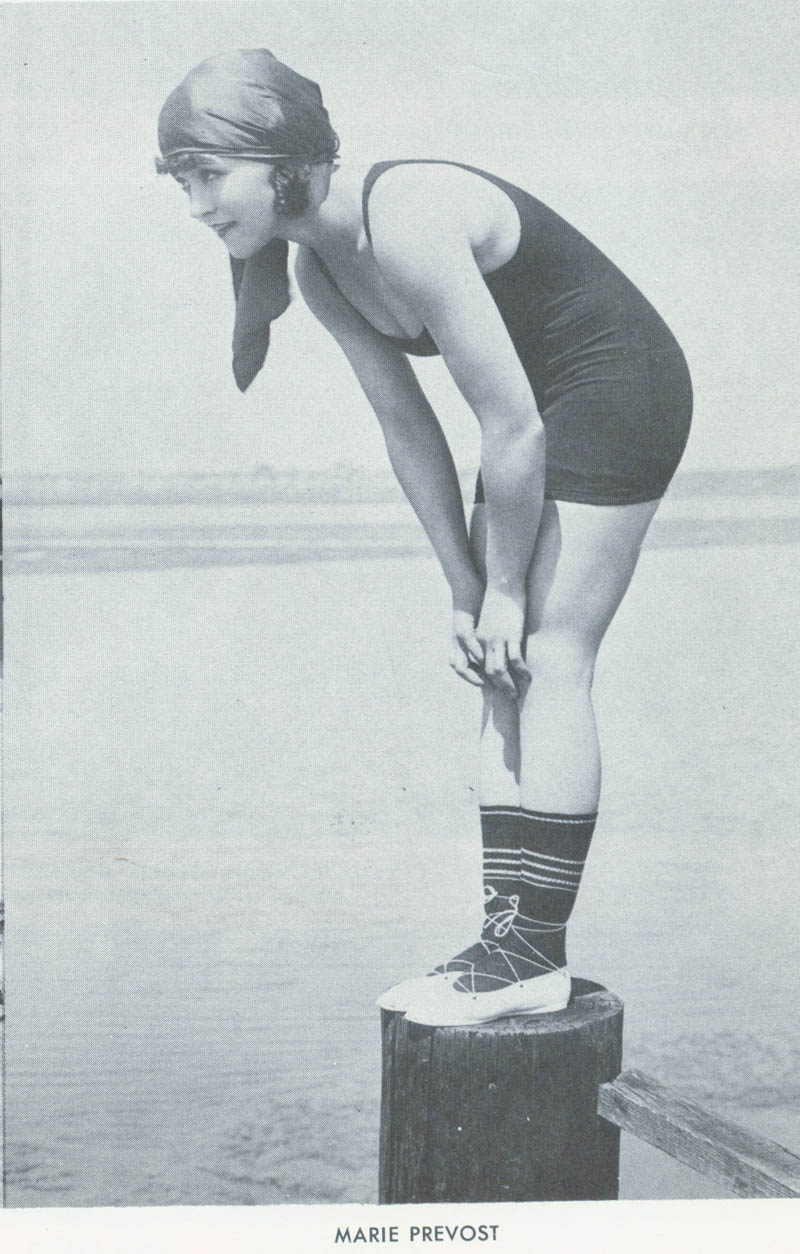
Marie Prevost en una película de Mack Sennett.

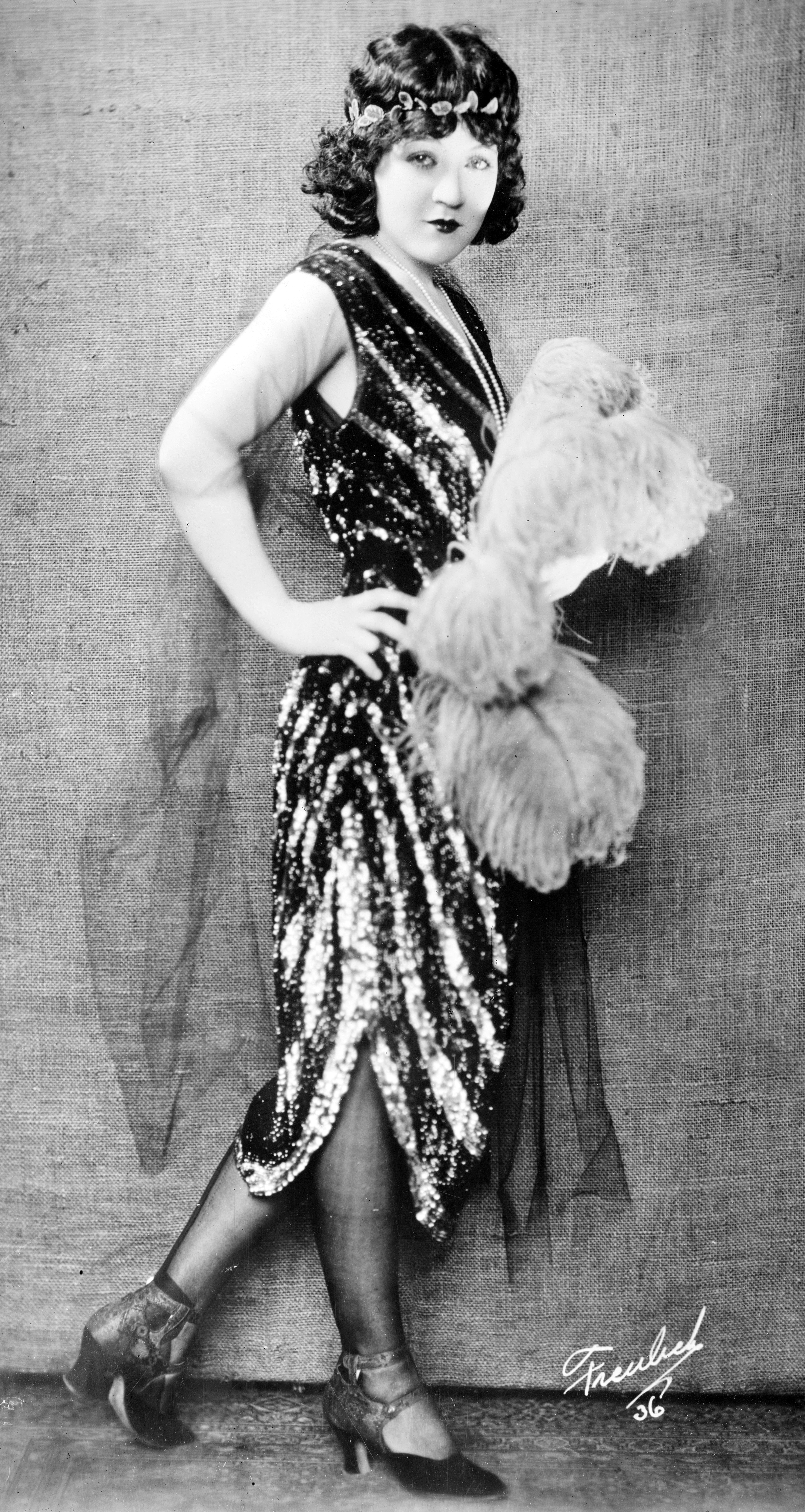
Marie Prevost.

Su verdadero nombre era Mary Bickford Dunn, y nació en Sarnia, Ontario (Canadá). Siendo todavía niña su familia se mudó a Denver, Colorado, y posteriormente a Los Ángeles, California. Mientras trabajaba como secretaria se esforzó en obtener un trabajo de actriz en el estudio de Hollywood propiedad de Mack Sennett. Sennett, que era de una pequeña población en las cercanías de Montreal, la llamó la exótica "French girl (Chica francesa)", añadiendo a Dunn, bajo el nombre artístico de Marie Prevost, a su colección de bellezas en traje de baño.
En 1919 Prevost se casó en secreto con el socialité Sonny Gerke, que la dejó tras seis meses de matrimonio. La madre de Gerke le había prohibido unirse a Prevost porque ella era una actriz, por lo cual temía hablar de su matrimonio y no podía conseguir el divorcio sin revelar que se había casado. Prevost, temerosa de la mala publicidad que supondría para ella un divorcio, permaneció casada con Gerke hasta 1923.

## Carrera en ascenso
Uno de sus primeros éxitos cinematográficos  llegó en 1920 en el filme romántico Love, Honor, and Behave, junto a otro recién llegado y protegido de Senté, George O'Hara. Inicialmente elegida para pequeños papeles de chica inocente y sexy, trabajó en varios filmes para el estudio de Senté hasta 1921, año en que firmó contrato con Universal. En Universal, Irving Thalberg se interesó en Prevost y decidió convertirla en una estrella. Para ello, Thalberg se aseguró de que ella recibiera una gran publicidad. Tras anunciar que la había elegido para protagonizar dos películas, The Moonlight Follies (1921) y Kissed (1922), Thalberg mandó a Prevost a Coney Island, donde ella quemó en público su traje de baño, con lo cual simbolizaba el final de sus años como belleza en traje de baño.
Estando en Universal, Prevost seguía todavía relegada a las comedias ligeras. Tras finalizar su contrato, en 1922 Jack Warner le dio otro de dos años con un sueldo de 1.500 dólares semanales con Warner Bros.. En ese tiempo Prevost tenía una relación con el actor Kenneth Harlan. Jack Warner también firmó contrato con Harlan y la pareja tuvo primeros papeles en la producción basada en la obra de F. Scott Fitzgerald The Beautiful and Damned. Para dar publicidad al film, Warner anunció que la pareja se casaría en el plató. La maniobra funcionó, y miles de admiradores mandaron cartas y regales a los dos actores. El Los Angeles Mirror aireó que Prevost estaba todavía casada con Sonny Gerke, y que por ello podría producirse bigamia. Warner consiguió con rapidez la nulidad matrimonial y, cuando el escándalo se fue olvidando, Prevost y Harlan se casaron.
A pesar de la mala publicidad, la actuación de Prevost en The Beautiful and Damned obtuvo buenas críticas. El director Ernst Lubitsch la eligió para un papel principal frente a Adolphe Menjou en la cinta de 1924 The Marriage Circle. Esta interpretación, alabada por The New York Times, tuvo como resultado que Lubitsch la eligiera para trabajar en Three Women en 1924 y en Kiss Me Again al año siguiente. 
Justo cuando su carrera estaba en lo más alto, la madre de Prevost falleció en 1926 en un accidente de tráfico mientras viajaba por Florida con la actriz Vera Steadman, otra amiga canadiense, y el productor cinematográfico Al Christie.

## Declive

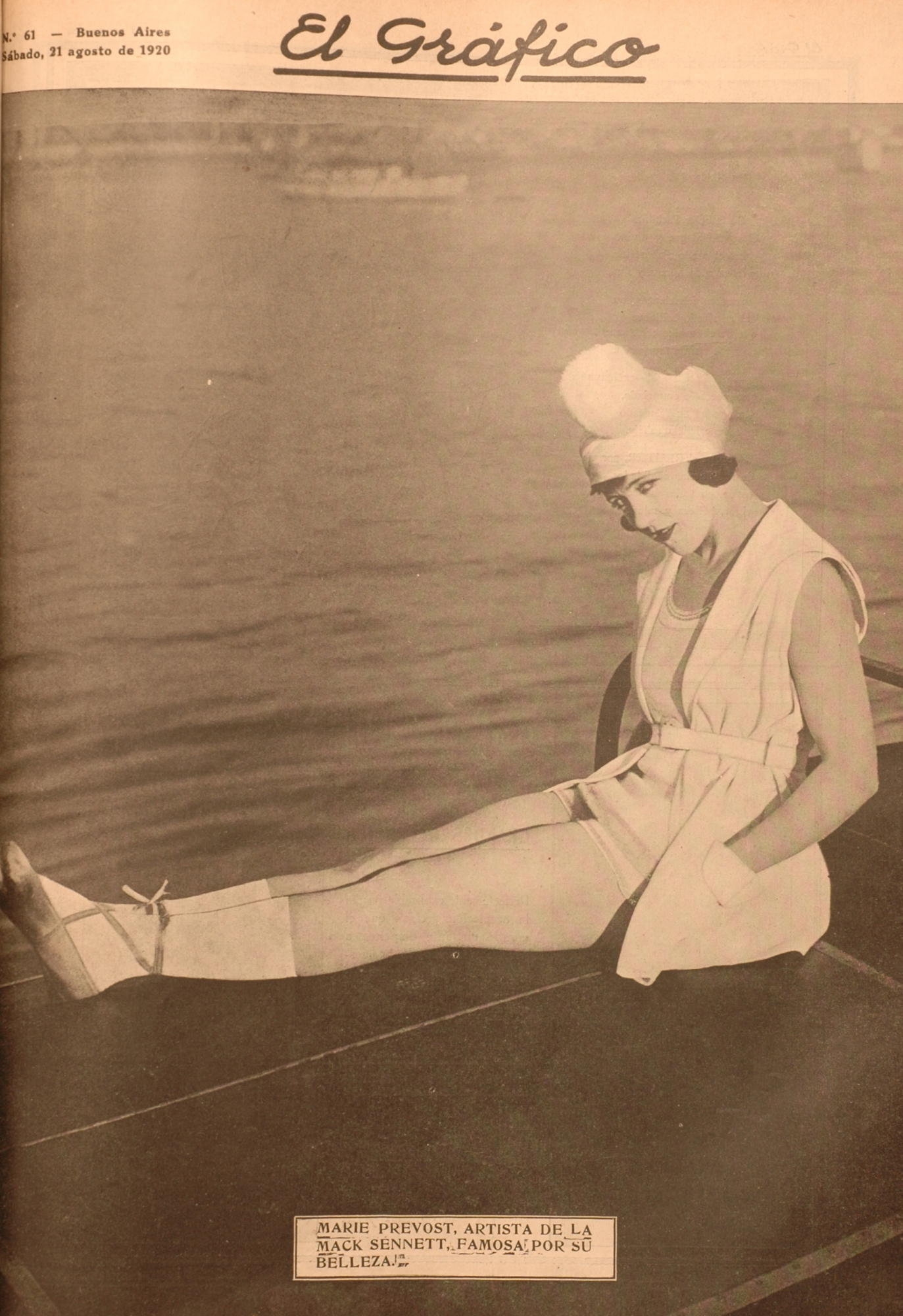
Prevost en la tapa de la revista El Gráfico, 1920.

Hundida por la pérdida de su único pariente vivo, Prevost empezó a beber en exceso, cayendo finalmente en el alcoholismo. Su matrimonio acabó en divorcio en 1927. Prevost intentó superar sus problemas personales dedicándose al trabajo. Tras ver a Prevost en The Beautiful and Damned, Howard Hughes la eligió para el primer papel de La horda (1928). Durante el rodaje Hughes y Prevost tuvieron una breve relación, aunque Hughes rompió rápidamente, cayendo Prevost en una depresión. Tras The Racket, Prevost no volvería ya a interpretar primeros papeles femeninos.
La depresión hizo que Prevost sufriera un desorden alimentario, con lo cual engordó considerablemente. En la década de 1930 ya trabajaba con menor frecuencia y únicamente le ofrecían papeles secundarios. Una destacada excepción fue su papel en Paid (1930), de carácter secundario con respecto al de Joan Crawford, pero con el cual consiguió buenas críticas. Como consecuencia de sus problemas sus ingresos menguaron, y a la vez crecían su alcoholismo y su peso. En 1934 no tenía trabajo y su situación económica se había deteriorado de un modo dramático. Además, a causa de su obesidad inició una conducta de privación alimentaria, buscando con ello conservar cualquier pequeño papel que los estudios le ofrecieran.

## Fallecimiento
Marie Prevost falleció en Hollywood, California, en 1937, a los 40 años de edad. La muerte fue debida a un fallo cardiaco secundario a su alcoholismo y a la malnutrición. Su cuerpo no fue descubierto hasta dos días después. 
Su funeral, costeado por Joan Crawford, se celebró en el Cementerio Hollywood Forever, y al mismo asistieron Crawford, Clark Gable, Wallace Beery, y Barbara Stanwyck, entre otros.
En febrero de 1937 se supo que el patrimonio de Prevost tenía un valor de solo 300 dólares, lo cual hizo que la comunidad de Hollywood creara el Motion Picture & Television Country House and Hospital para facilitar cuidado médico a los empleados de la industria televisiva y cinematográfica.
Por su contribución a la industria cinematográfica, a Marie Prevost se le concedió una estrella en el Paseo de la Fama de Hollywood, en el 6201 de Hollywood Boulevard.

## Selección de su filmografía
| Año  | Título                                                    | Personaje                | Observaciones                      |
| ---- | --------------------------------------------------------- | ------------------------ | ---------------------------------- |
| 1915 | Those Bitter Sweets                                       |                          |                                    |
| 1915 | His Father's Footsteps                                    |                          |                                    |
| 1916 | Unto Those Who Sin                                        | Celeste                  |                                    |
| 1916 | A Scoundrel's Toll                                        |                          |                                    |
| 1917 | Secrets of a Beauty Parlor                                |                          |                                    |
| 1917 | Two Crooks                                                |                          |                                    |
| 1918 | Her Screen Idol                                           | Billy McBride            |                                    |
| 1918 | His Hidden Purpose                                        | The Girl in the Case     |                                    |
| 1919 | East Lynne with Variations                                | La chica                 |                                    |
| 1919 | Uncle Tom Without a Cabin                                 | Eliza                    |                                    |
| 1920 | Down on the Farm                                          | La fiel esposa           |                                    |
| 1920 | Love, Honor and Behave!                                   | Recién casada            |                                    |
| 1921 | A Small Town Idol                                         | Marcelle Mansfield       |                                    |
| 1921 | Moonlight Follies                                         | Nan Rutledge             |                                    |
| 1922 | The Dangerous Little Demon                                | Teddy Harmon             |                                    |
| 1922 | The Married Flapper                                       | Pamela Billings          |                                    |
| 1923 | Red Lights                                                | Ruth Carson              |                                    |
| 1923 | The Wanters (Grandeza de humildes)                        | Myra Hastings            |                                    |
| 1924 | Three Women                                               | Harriet                  |                                    |
| 1924 | Being Respectable                                         | Valerie Winship          | Acreditada como Mary Prevost       |
| 1924 | The Lover of Camille                                      | Marie Duplessis          |                                    |
| 1925 | Bobbed Hair                                               | Connemara Moore          |                                    |
| 1925 | Seven Sinners                                             | Molly Brian              |                                    |
| 1926 | His Jazz Bride                                            | Gloria Gregory           |                                    |
| 1926 | Up in Mabel's Room                                        | Mabel Ainsworth          |                                    |
| 1927 | Man Bait                                                  | Madge Dreyer             |                                    |
| 1927 | The Girl in the Pullman                                   | Hazel Burton             | Otro título: The Girl on the Train |
| 1928 | A Blonde for a Night                                      | Marie                    |                                    |
| 1928 | The Rush Hour                                             | Margie Dolan             |                                    |
| 1929 | The Godless Girl (La incrédula)                           | Mame                     |                                    |
| 1929 | The Flying Fool                                           | Pat Riley                |                                    |
| 1930 | Ladies of Leisure                                         | Dot Lamar                |                                    |
| 1930 | Sweethearts on Parade                                     | Nita                     |                                    |
| 1931 | The Good Bad Girl                                         | Trixie                   |                                    |
| 1931 | The Sin of Madelon Claudet (El pecado de Madelon Claudet) | Rosalie Lebeau           | Otro título: The Lullaby           |
| 1932 | Three Wise Girls                                          | Dot                      |                                    |
| 1932 | Slightly Married                                          | Nellie Gordon            |                                    |
| 1933 | The Eleventh Commandment                                  | Tessie Florin            |                                    |
| 1933 | Only Yesterday                                            | Amy                      | Sin créditos                       |
| 1935 | Keystone Hotel                                            | Mrs. Clarabelle Sterling |                                    |
| 1935 | Hands Across the Table (Candidata a millonaria)           | Nona                     |                                    |
| 1936 | Thirteen Hours by Air                                     | Camarera                 | Sin créditos                       |
| 1936 | Cain and Mabel                                            | La recepcionista         | Sin créditos                       |